# Gabriele Zeller
Gabriele Zeller (* 14. Juni 1956 in Freiburg) ist eine deutsche Indologin und Bibliothekarin.

## Leben und Wirken
Gabriele Zeller studierte Indologie, Ethnologie und Religionsgeschichte an der Universität Freiburg und promovierte dort 1987. Als Bibliotheksreferendarin an der Universitätsbibliothek Freiburg trat sie 1987 in die Ausbildung für den höheren Bibliotheksdienst und legte 1989 an der Fachhochschule für Bibliotheks- und Dokumentationswesen in Köln die Fachprüfung hierfür ab. Im gleichen Jahr begann sie ihre Tätigkeit als wissenschaftliche Bibliothekarin an der Universitätsbibliothek Tübingen. Hier wirkte sie zum einen als Fachreferentin u. a. für Indologie, Südasienwissenschaft und Tibetologie, zum anderen war sie zuständig für die Öffentlichkeitsarbeit der Bibliothek und die Organisation von Ausstellungen. Auch wenn das viele Jahre an der Tübinger Universitätsbibliothek angesiedelte Sondersammelgebiet Indologie/Südasien der Deutschen Forschungsgemeinschaft im Jahre 2005 an die Universität Heidelberg (Südasien-Institut) abgegeben wurde, wirkte Zeller weiterhin auf diesem Gebiet. In den Folgejahren betreute sie das DFG-Sondersammelgebiet Allgemeine und vergleichende Religionswissenschaft, das in den Fachinformationsdienst Religionswissenschaft umgewandelt wurde. Hier wurde vor allem die Datenbank RelBib (Bibliography of the Study of Religion) entwickelt. 2022 trat sie in den Ruhestand.
Gabriele Zeller widmete sich außerdem der Wissenschaftsgeschichte der Indologie in Tübingen, vor allem dem Leben und Wirken des Indologen Rudolf von Roth, dessen Nachlass sich in der Universitätsbibliothek Tübingen befindet.

## Schriften
- Das Sondersammelgebiet "Südasien" an der Universitätsbibliothek Tübingen. Fachhochschule für Bibliotheks- und Dokumentationswesen, Köln 1989 (PDF).
- Die vedischen Zwillingsgötter. Untersuchungen zur Genese ihres Kultes (= Freiburger Beiträge zur Indologie, Bd. 24). Harrassowitz, Wiesbaden 1990, ISBN 3-447-03066-6. (Dissertation Universität Freiburg).
- "So was kaufen wir einfach nicht . . .!" : von den Schwierigkeiten im Umgang mit den Nicht-Buch-Medien. In: Bibliotheksdienst, Bd. 29 (1995), S. 38–46.
- (Bearb.): Rudolf von Roth 1821–1895. Die weite Welt nach Tübingen geholt. Texte und Materialien einer Ausstellung anläßlich des 100. Todestages [Ausstellung vom 23. Juni bis 15. August 1995 im Bonatzbau der Universitätsbibliothek Tübingen] (= Nachlassverzeichnisse der Universitätsbibliothek Tübingen, Bd. 1). Harrassowitz, Wiesbaden 1996, ISBN 3-447-03789-X.
- Die indischen Handschriften an der UB Tübingen. Ein Überblick über ihre Herkunft und den Stand ihrer Erfassung. Tübingen 1998 (PDF).
- On manuscripts and letters from Rudolf von Roth's legacy. Vortrag gehalten in Melbourne/Australien anläßlich der 9. World Sanskrit Conference vom 9. – 15.1.1994. Tübingen 1999 (PDF).
- Ein Netz von Beziehungen. Indologen um Rudolf von Roth. In: Hans Stein (Hrsg.): Wilhelm Pertsch. Orientalist und Bibliothekar. Zum 100. Todestag (= Veröffentlichungen der Forschungsbibliothek Gotha, Bd. 38). Gotha 1999, S. 19–38, ISBN 3-910027-15-6.
- Rudolf von Roth and the South Asia collection of Tübingen University library. Vortrag gehalten am 7.1.1997 bei der 10. World Sanskrit Conference in Bangalore, Indien. Tübingen 1999 (PDF).
- Rudolf von Roth als Schüler, Lehrer und Gelehrter im Spiegel von Briefdokumenten. In: Heidrun Brückner (Hrsg.): Indienforschung im Zeitenwandel. Analysen und Dokumente zur Indologie und Religionswissenschaft in Tübingen. Attempto-Verlag, Tübingen 2003, S. 91–120, ISBN 3-89308-345-6.
- (Mitarb.): Heidrun Brückner (Hrsg.): Otto von Böhtlingk / Briefe zum Petersburger Wörterbuch 1852 - 1885. Otto von Böhtlingk an Rudolf Roth. Zwei Bände (= Veröffentlichungen der Helmuth-von-Glasenapp-Stiftung, Bd. 45,1 u. 45,2). Harrassowitz, Wiesbaden 2007/2015, ISBN 978-3-447-05641-0 und ISBN 978-3-447-10417-3.
- 20 Jahre Wort für Wort. Das große Sanskrit-Wörterbuchprojekt Rudolf von Roths. In: Anke te Heesen (Hrsg.): Wortschatz. Vom Sammeln und Finden der Wörter (= Tübinger Kataloge, Bd. 81). Kulturamt/Stadtmuseum Tübingen 2008, S. 37–47, ISBN 978-3-910090-85-9.
- (Red.): 100 – 50 – 10. Texte und Bilder zum Jubiläum der Universitätsbibliothek [veröffentlicht anläßlich der gleichnamigen Jubiläumsausstellung in der Universitätsbibliothek vom 22.11.2012  –  28.02.2013]. Gulde, Tübingen 2012.
- Der Dritte im Bunde – Albrecht Weber und das Petersburger Sanskrit-Wörterbuch. In: Heidrun Brückner (Hrsg.): 200 Jahre Indienforschung. Geschichte(n), Netzwerke, Diskurse. Harrassowitz, Wiesbaden 2012, ISBN 978-3-447-06746-1, S. 95–116.
- "... ist den Orientalia ganz abtrünnig geworden. Ernst Trumpp, ein früher Schüler von Rudolf Roth. In: Anna Aurelia Esposito (Hrsg.): "In ihrer rechten Hand hielt sie ein silbernes Messer mit Glöckchen...". Studien zur indischen Kultur und Literatur [Festschrift Heidrun Brückner]. Harrassowitz, Wiesbaden 2015, S. 369–378, ISBN 978-3-447-10548-4.